# Philomecyna spinosa
Philomecyna spinosa là một loài bọ cánh cứng trong họ Cerambycidae.